# ULAF Top Liga 2018
La ULAF Top Liga 2018 è la 3ª edizione del campionato di football americano di primo livello, organizzato dalla ULAF.

## Squadre partecipanti
| Club                   | Città       | Stadio | Sponsor ufficiale | Risultato nella stagione 2017 |
| ---------------------- | ----------- | ------ | ----------------- | ----------------------------- |
| Azov Dolphins Mariupol | Mariupol'   |        |                   |                               |
| Belaja Tserkov Hawks   | Bila Cerkva |        |                   |                               |
| Dnepr Rockets          | Dnipro      |        |                   |                               |
| Kharkiv Atlantes       | Charkiv     |        |                   |                               |
| Kiev Patriots          | Kiev        |        |                   |                               |
| Kiev Slavs             | Kiev        |        |                   |                               |
| Kiev Stallions         | Kiev        |        |                   |                               |
| Lviv Lions             | Leopoli     |        |                   |                               |
| Mykolaiv Vikings       | Mykolaïv    |        |                   |                               |
| Spartans Dnepr         | Dnipro      |        |                   |                               |
| Storm Odessa           | Odessa      |        |                   |                               |

## Stagione regolare

### Calendario

#### 1ª giornata
| Bila Cerkva 6 maggio 2018, ore 16:00 | Belaja Tserkov Hawks | 8 – 50 (8-21 0-7 0-14 0-8) referto | Lviv Lions | Stadion Zmina |

#### 2ª giornata
| Mariupol' 12 maggio 2018 | Azov Dolphins Mariupol | 0 – 47 (0-21 0-6 0-6 0-14) referto | Kharkiv Atlantes |  |

#### 3ª giornata
| Dnipro 20 maggio 2018 | Dnepr Rockets | 36 – 0 (8-0 0-0 14-0 14-0) referto | Kiev Slavs |  |

| Mykolaïv 20 maggio 2018 | Mykolaiv Vikings | 26 – 20 (6-0 20-0 0-6 0-14) referto | Belaja Tserkov Hawks |  |

#### 4ª giornata
| Dnipro 26 maggio 2018 | Spartans Dnepr | 8 – 42 (0-36 0-0 8-6 0-0) referto | Azov Dolphins Mariupol |  |

#### 5ª giornata
| Charkiv 2 giugno 2018 | Kharkiv Atlantes | 58 – 0 (28-0 14-0 8-0 8-0) referto | Kiev Slavs |  |

#### 6ª giornata
| Mariupol' 9 giugno 2018 | Azov Dolphins Mariupol | 0 – 26 (0-12 0-0 0-6 0-8) referto | Kiev Patriots |  |

| Dnipro 10 giugno 2018 | Dnepr Rockets | 12 – 12 (0-6 6-0 0-0 6-6) referto | Storm Odessa |  |

| Dnipro 10 giugno 2018 | Spartans Dnepr | 8 – 24 (0-8 0-6 0-10 8-0) referto | Kiev Stallions |  |

#### 7ª giornata
| Charkiv 16 giugno 2018 | Kharkiv Atlantes | 13 – 13 (0-0 0-7 7-6 6-0) referto | Kiev Patriots | SK Zvezda |

| Kiev 16 giugno 2018 | Kiev Slavs | 0 – 39 (0-0 0-19 0-14 0-6) referto | Lviv Lions | Stadion im Ivana Černjachovskogo |

#### 8ª giornata
| Odessa 24 giugno 2018 | Storm Odessa | 14 – 8 (0-0 7-0 0-0 7-8) referto | Kiev Stallions |  |

#### 9ª giornata
| Irpen' 7 luglio 2018 | Kiev Patriots | 47 – 35 (27-2 14-6 0-6 6-21) referto | Kharkiv Atlantes | Stadion Čempion |

| Leopoli 8 luglio 2018 | Lviv Lions | 46 – 6 (0-0 27-6 13-0 6-0) referto | Kiev Stallions | Stadion Junost' |

| Dnipro 8 luglio 2018, ore 16:30 | Spartans Dnepr | 0 – 25 referto | Belaja Tserkov Hawks | Park Molodeži |

| Odessa 8 luglio 2018, ore 17:00 | Storm Odessa | 25 – 14 referto | Mykolaiv Vikings | Stadion Spartak |

#### 10ª giornata
| Dnipro 15 luglio 2018 | Dnepr Rockets | 6 – 26 (0-20 0-6 6-0 0-0) referto | Azov Dolphins Mariupol |  |

#### 11ª giornata
| Kiev 21 luglio 2018 | Kiev Slavs | 0 – 57 referto | Kharkiv Atlantes | Stadion im. Ivana Černjachovskogo |

| 21 luglio 2018 | Kiev Patriots | 24 – 0 (a tavolino) | Spartans Dnepr |  |

#### 12ª giornata
| Bila Cerkva 28 luglio 2018 | Belaja Tserkov Hawks | 10 – 0 referto | Storm Odessa |  |

#### 13ª giornata
| Leopoli 4 agosto 2018 | Lviv Lions | 15 – 14 (0-6 7-0 0-8 8-0) referto | Kiev Patriots |  |

| Kiev 4 agosto 2018 | Kiev Stallions | 0 – 18 referto | Dnepr Rockets | Stadion im. Ivana Černjachovskogo |

#### 14ª giornata
| Mariupol' 11 agosto 2018 | Azov Dolphins Mariupol | 24 – 0 (a tavolino) referto | Storm Odessa |  |

| Kiev 11 agosto 2018 | Kiev Slavs | 24 – 6 referto | Spartans Dnepr |  |

#### 15ª giornata
| Kiev 18 agosto 2018 | Kiev Patriots | 38 – 10 (6-3 14-0 6-7 12-0) referto | Lviv Lions |  |

| Charkiv 18 agosto 2018 | Kharkiv Atlantes | 22 – 12 (15-0 0-0 0-6 7-6) referto | Dnepr Rockets |  |

| Kiev 18 agosto 2018 | Kiev Stallions | 6 – 6 (0-0 6-6 0-0 0-0) referto | Belaja Tserkov Hawks | Stadion im. Ivana Černjachovskogo |

#### 16ª giornata
| Mykolaïv 25 agosto 2018 | Mykolaiv Vikings | 24 – 0 (a tavolino) referto | Kiev Slavs |  |

| Odessa 25 agosto 2018 | Storm Odessa | 24 – 0 (a tavolino) referto | Spartans Dnepr |  |

#### Recuperi 1
| Bila Cerkva 2 settembre 2018 | Belaja Tserkov Hawks | 9 – 34 referto | Dnepr Rockets |  |

#### Recuperi 2
| Leopoli 9 settembre 2018, ore 16:00 | Lviv Lions | 56 – 0 referto | Mykolaiv Vikings |  |

#### Recuperi 3
| Mariupol' 22 settembre 2018, ore 14:00 | Azov Dolphins Mariupol | 12 – 36 referto | Mykolaiv Vikings | Stadion Zapadnyj |

#### Recuperi 4
| Kiev 6 ottobre 2018, ore 12:00 | Kiev Stallions | 24 – 0 (a tavolino) referto | Mykolaiv Vikings |  |

### Classifiche
Le classifiche della regular season sono le seguenti:
- PCT = percentuale di vittorie, G = partite giocate, V = partite vinte, P = partite perse, PF = punti fatti, PS = punti subiti

#### Girone A
| Pos. | Squadra              | PCT  | G | V | N | P | PF  | PS  |
| ---- | -------------------- | ---- | - | - | - | - | --- | --- |
| 1    | Lviv Lions           | .833 | 6 | 5 | 0 | 1 | 216 | 66  |
| 2    | Kiev Patriots        | .750 | 6 | 4 | 1 | 1 | 162 | 73  |
| 3    | Dnepr Rockets        | .700 | 6 | 3 | 1 | 2 | 118 | 69  |
| 4    | Belaja Tserkov Hawks | .417 | 6 | 2 | 1 | 3 | 77  | 116 |
| 5    | Kiev Slavs           | .167 | 6 | 1 | 0 | 5 | 24  | 220 |
| 6    | Spartans Dnepr       | .000 | 6 | 0 | 0 | 6 | 22  | 162 |

#### Girone B
| Pos. | Squadra                | PCT  | G | V | N | P | PF  | PS  |
| ---- | ---------------------- | ---- | - | - | - | - | --- | --- |
| 1    | Kharkiv Atlantes       | .750 | 6 | 4 | 1 | 1 | 232 | 72  |
| 2    | Mykolaiv Vikings       | .500 | 6 | 3 | 0 | 3 | 100 | 137 |
| 3    | Azov Dolphins Mariupol | .500 | 6 | 3 | 0 | 3 | 104 | 123 |
| 4    | Storm Odessa           | .583 | 6 | 3 | 1 | 2 | 75  | 68  |
| 5    | Kiev Stallions         | .417 | 6 | 2 | 1 | 3 | 68  | 92  |

## Playoff

### Tabellone
|  | Wild Card | Wild Card              | Wild Card  |                  |               | Semifinali    | Semifinali       | Semifinali |  |  | Finale | Finale | Finale |  |
|  |           |                        |            |                  |               |               |                  |            |  |  |        |        |        |  |
|  |           |                        |            |                  |               | 1B            | Kharkiv Atlantes | 8          |  |  |        |        |        |  |
|  |           |                        |            |                  |               | 1B            | Kharkiv Atlantes | 8          |  |  |        |        |        |  |
|  |           |                        |            | Kiev Patriots    | 14            |               |                  |            |  |  |        |        |        |  |
|  | 2A        | Kiev Patriots          | 35         | Kiev Patriots    | 14            |               |                  |            |  |  |        |        |        |  |
|  | 2A        | Kiev Patriots          | 35         |                  |               |               |                  |            |  |  |        |        |        |  |
|  | 3A        | Dnepr Rockets          | 14         |                  |               |               |                  |            |  |  |        |        |        |  |
|  | 3A        | Dnepr Rockets          | 14         |                  | Kiev Patriots | Kiev Patriots | 44               |            |  |  |        |        |        |  |
|  |           |                        |            |                  |               |               |                  |            |  |  |        |        |        |  |
|  |           |                        | Lviv Lions | Lviv Lions       | 6             |               |                  |            |  |  |        |        |        |  |
|  |           |                        |            | Lviv Lions       | 6             |               |                  |            |  |  |        |        |        |  |
|  |           |                        |            |                  |               |               |                  |            |  |  |        |        |        |  |
|  |           |                        |            |                  |               |               |                  |            |  |  |        |        |        |  |
|  |           | 1A                     | Lviv Lions | 24               |               |               |                  |            |  |  |        |        |        |  |
|  |           |                        |            | 24               |               |               |                  |            |  |  |        |        |        |  |
|  |           |                        |            | Mykolaiv Vikings | 0 d.g.s.      |               |                  |            |  |  |        |        |        |  |
|  | 2B        | Mykolaiv Vikings       | 26         | Mykolaiv Vikings | 0 d.g.s.      |               |                  |            |  |  |        |        |        |  |
|  | 2B        | Mykolaiv Vikings       | 26         |                  |               |               |                  |            |  |  |        |        |        |  |
|  | 3B        | Azov Dolphins Mariupol | 0          |                  |               |               |                  |            |  |  |        |        |        |  |

|  | Finale 3º - 4º posto |                  |          |  |
|  |                      |                  |          |  |
|  | 1B                   | Kharkiv Atlantes | 24       |  |
|  | 2B                   | Mykolaiv Vikings | 0 d.g.s. |  |

### Wild Card
| 16 settembre 2018, ore 18:00 | Kiev Patriots | 35 – 14 | Dnepr Rockets |  |

| 21 ottobre 2018, ore 13:00 | Mykolaiv Vikings | 26 – 0 | Azov Dolphins Mariupol |  |

### Semifinali
| 29 settembre 2018 | Kharkiv Atlantes | 8 – 14 | Kiev Patriots |  |

| 28 ottobre 2018 | Lviv Lions | 24 – 0 (a tavolino) | Mykolaiv Vikings |  |

### Finale 3º - 4º posto
| 4 novembre 2018, ore 14:00 | Kharkiv Atlantes | 24 – 0 (a tavolino) | Mykolaiv Vikings |  |

### Finale
| Leopoli 28 ottobre 2018, ore 13:00 | Kiev Patriots | 44 – 6 | Lviv Lions | Sportkompleks SKA |

## Verdetti
- Kiev Patriots Campioni di Ucraina 2018